# Марковичи (Черна гора)
Марковичи (на сръбски: Марковићи) е село в Черна гора, разположено в община Будва. Намира се на 280 метра надморска височина. Населението му според преброяването през 2011 г. е 60 души, от тях: 36 (60,00 %) черногорци, 18 (30,00 %) сърби.

## Население
Численост на населението според преброяванията през годините:
- 1948 – 85 души
- 1953 – 88 души
- 1961 – 90 души
- 1971 – 42 души
- 1981 – 12 души
- 1991 – 29 души
- 2003 – 94 души
- 2011 – 60 души